# Nikolaus von Burgsdorff
Nikolaus von Burgsdorff (* 1375; † nach 1443) war von 1415 bis 1417 Elekt von Brandenburg. Er gehörte dem Prämonstratenserorden an.

## Leben
Nikolaus von Burgsdorff wurde im Jahr 1375 geboren.
Seine erste urkundliche Erwähnung ist auf das Jahr 1403 datiert. Vor seiner Wahl zum Bischof von Brandenburg war er Domherr und Pfarrer der Neustadt, heute ein Stadtteil von Brandenburg. Nachdem Friedrich von Grafeneck das Amt als Bischof von Brandenburg nicht annahm, wurde Nikolaus von Burgsdorff 1415 vom Domkapitel zum neuen Bischof von Brandenburg gewählt. Er erhielt jedoch nie die Bestätigung des Papstes. Gegenpapst Johannes XXIII. ernannte stattdessen auf dem Konzil von Konstanz im Jahr 1415 Johann von Waldow zum Bischof von Brandenburg. Dieser empfing jedoch erst 1417 die Weihe zum Bischof von Brandenburg, da sich Nikolaus von Burgdorff solange als Elekt halten konnte. Zuletzt wurde er als Domherr von Magdeburg von 1441 bis 1443 urkundlich erwähnt.
Das Sterbedatum und der Sterbeort sind nicht bekannt.

## Quelle
- Personendatenbank zur Germania Sacra, abgerufen am 12. Juli 2017.
- Germania-sacra, abgerufen am 12. Juli 2017.